# تیم ملی فوتسال امارات متحده عربی
تیم ملی فوتسال امارات متحده عربی  نماینده امارات متحده عربی در مسابقات بین‌المللی فوتسال و یکی از تیم‌های فوتسال آسیایی است. 
براساس رده‌بندی فیفا تیم فوتسال امارات جایگاه ٩۴ را در بین تیم‌های ملی فوتسال جهان دارد.